# Vanity Fair (britisk magasin)
 For alternative betydninger, se Vanity Fair. (Se også artikler, som begynder med Vanity Fair)
Vanity Fair var et britisk ugeblad, der blev udgivet fra 1868 til 1914. Det blev grundlagt af Thomas Gibson Bowles, og havde undertitlen "A Weekly Show of Political, Social and Literary Wares". Det havde som mål at skabe satire over det victorianske borgerskabs livsformer.
- James Hamilton, 1. hertug af Abercorn, 25. september 1869
- William Thomson, ærkebiskoppen af York, 24. juni 1871
- Charles Darwin, 30. september 1871
- Henrik Ibsen, norsk forfatter, 12. december 1901
- Sir Reginald Corbet, 12. december 1906